# Vietnã nos Jogos Olímpicos de Verão de 1992
O Vietnã competiu nos Jogos Olímpicos de Verão de 1992 em Barcelona, Espanha.
A delegação contou com 12 membros (sete atletas, três técnicos, e dois oficiais) em três eventos: atletismo,natação e tiro.

## Resultados por Evento

### Atletismo
Maratona masculina
- Hung Luu Van → 85 lugar (2:56.42)

Maratona feminina
- Teo Dang-Thi → Não terminou

### Natação
100 m peito feminino
- Phuong Nguyen Thi
  1. Eliminatórias – DSQ (→ não avançou, sem classificação)

200 m peito masculino
- Phuong Nguyen Thi
  1. Eliminatórias – 2:57.71 (→ não avançou, 38 lugar)

100 m borboleta feminino
- Oanh Nguyen Kieu
  1. Eliminatórias – 1:05.19 (→ não avançou, 42 lugar)

200 m medley feminino
- Oanh Nguyen Kieu
  1. Eliminatórias – 2:35.71 (→ não avançou, 41 lugar)